# Simca
SIMCA (acronimul de la Société Industrielle de Mécanique et Carrosserie Automobile – Societatea industrială de mecanică și caroserie automobile) a fost o companie franceză cu capital italian fondată în 1934 de către FIAT.
SIMCA a fost condusă între anii 1935 și 1963 de italianul Henri Théodore Pigozzi ( Enrico Teodoro Pigozzi, 1898–1964).
Perioada cea mai fastă din istoria societății a fost cea postbelică.
Modelul Simca 1100 a fost pentru o vreme cel mai bine vândut autoturism din Franța, iar modelele Simca 1307 și Simca Horizon au câștigat premiul „Cea mai buna mașină europeană a anului” în 1976 și 1978.
Unele modele, realizate în cooperare, au fost lansate sub diferite nume pe piețe diferite, cum a fost cazul Simca 1307 vândută în Marea Britanie ca și Chrysler Alpine sau Matra Simca Bagheera, lansată în Regatul Unit sub marca Talbot Bagheera.
Compania a avut subsidiare în Brazilia, la São Bernardo do Campo, în Spania, la Barreiros, și in Olanda.
SIMCA a fost administrată parțial de Chrysler din 1958, când aceasta a preluat 15 la sută din acțiuni. În 1970, SIMCA a devenit o parte a grupului american. A fost preluată de PSA Peugeot Citroën in 1978 și a dispărut ca brand în scurtă vreme. Peugeot a utilizat motoare SIMCA pe unele modele până în anul 1991.